# Мансурово (городской округ Домодедово)
Мансурово — деревня в городском округе Домодедово Московской области.

## География
Находится в южной части Московской области на расстоянии приблизительно 25 км на юг по прямой от железнодорожной станции Домодедово.

## История
Известна с 1629 года как пустошь. Альтернативное название — Захарово. 
В ночь на 7 августа 1941 года на И-16 Виктор Талалихин одним из первых совершил ночной таран, сбив в небе Москвы бомбардировщик Хенкель-111. Самолет Талалихина упал в лес вблизи деревни Степыгино, а сам раненый летчик на парашюте спустился возле реки Северки в деревне Мансурово. Сейчас в деревне расположен мемориал с остатками самолета, которые были перенесены с места крушения, находящимся в соседнем лесу. 
В честь этого события в середине 2010-х возведена Церковь "Иконы Божией Матери Взыскание Погибших в Мансурово". Небольшая кирпичная однопрестольная церковь без трапезной и колокольни построена в 2017-2018 в районе места приземления В. В. Талалихина. Кубический основной объём с примыкающими пятигранной апсидой и прямоугольным притвором с двускатной крышей, главкой и крыльцом под навесом на столбах завершён пятиглавием и украшен кокошниками. Посвящена памяти воинов, погибших в годы Великой Отечественной войны. Приписана к церкви в Михайловском. Первая Божественная литургия проведена 22 сент. 2018. Храм освящен великим чином 17 сент. 2023.

## Население
Постоянное население составляло 7 человек в 2002 году (русские 100 %), 15 в 2010.